# Tiệc pizza

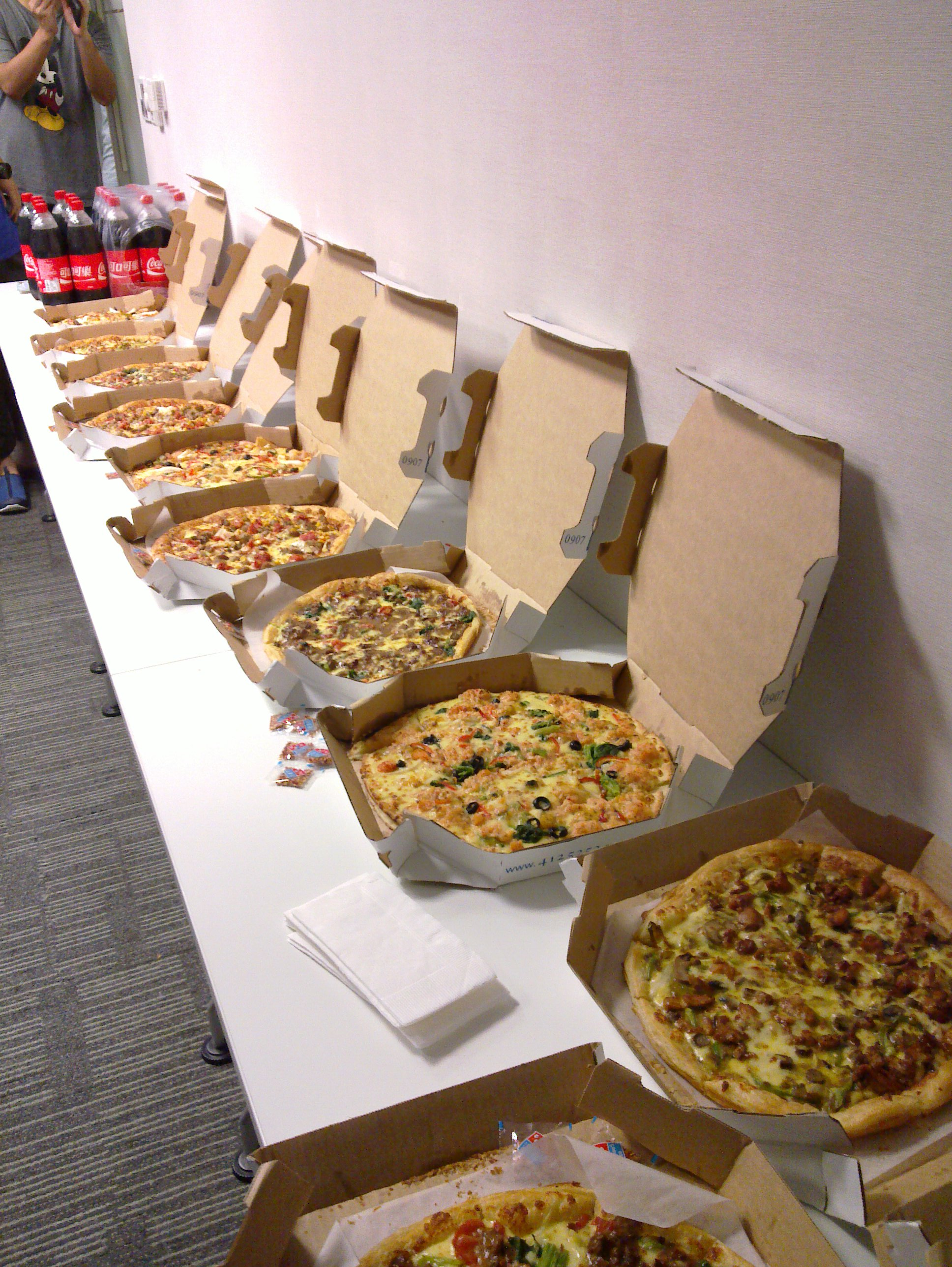
Hàng chục bánh pizza tại một bữa tiệc pizza.

Tiệc pizza là buổi họp mặt xã hội để thưởng thức bánh pizza.
Thông thường, một chiếc bánh pizza rộng từ 10 đến 14 inch sẽ đủ cho hai người ăn.  Vì pizza có thể bao gồm rất nhiều loại nguyên liệu phủ trên mặt bánh, nên một loại tiệc pizza cụ thể cho phép khách tạo ra chiếc bánh pizza theo yêu cầu của riêng họ, sử dụng một số nguyên liệu chọn lọc trong số các loại nguyên liệu phủ trên mặt bánh do người tổ chức bữa tiệc cung cấp.
Khi bữa tiệc pizza không bao gồm bất kỳ loại pizza đặt làm theo yêu cầu nào và không rõ sở thích cụ thể của khách ra sao, thông thường bao gồm ít nhất một loại bánh pizza chỉ có phô mai và/hoặc chỉ có rau cho những người không thích thịt hoặc lớp nguyên liệu phủ trên mặt bánh có sẵn khác.

## Tiệc pizza nổi bật
Ngày 8 tháng 9 năm 2019, một trong những bữa tiệc pizza lớn nhất được tổ chức tại Ippodromo Capannelle ở Roma, chính là nơi mà 1.146 người đã cùng nhau ăn pizza.
Ngày 18 tháng 9 năm 2020, Hormel Foods đã tổ chức bữa tiệc pizza ảo lớn nhất thế giới lúc bấy giờ, khi hơn 3.000 người tham gia bữa tiệc pizza do Zoom tổ chức. Để phá kỷ lục, ít nhất 500 bức ảnh của các cá nhân cần được tải lên trong sự kiện kéo dài một giờ. Tổng số cuối cùng là 907 bức ảnh.
Tháng 8 năm 2021, các phi hành gia trên Trạm Vũ trụ Quốc tế đã tổ chức bữa tiệc pizza đầu tiên trong không gian, sau chuyến vận chuyển hàng hóa gồm nguyên liệu làm bánh pizza.